# Saxicola
Genre
Saxicola est un genre d'oiseaux de l'ordre des Passeriformes et de la famille des muscicapidés. Ses espèces sont appelées tariers et parfois traquets.

## Liste des espèces

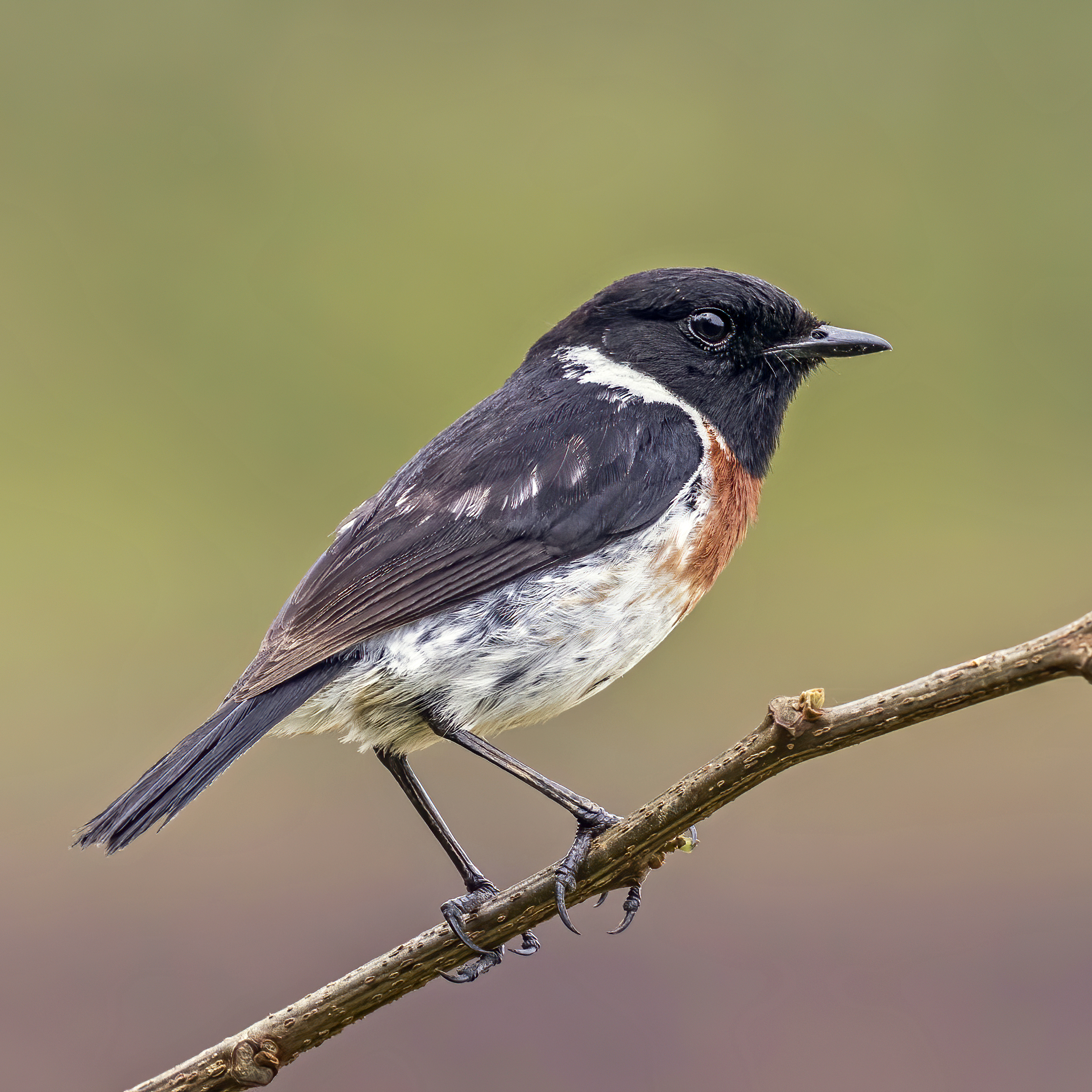
Un saxicola sibilla ou Tarier de Madagascar, mâle, près d'Andasibe (Moramanga), à Madagascar. Novembre 2018.

D'après la classification de référence (version 15.1, 2025) du Congrès ornithologique international (ordre phylogénique) :
- Saxicola jerdoni – Tarier de Jerdon
- Saxicola ferreus – Tarier gris
- Saxicola rubetra – Tarier des prés
- Saxicola macrorhynchus – Tarier de Stoliczka
- Saxicola gutturalis – Tarier à gorge blanche
- Saxicola caprata – Tarier pie
- Saxicola insignis – Tarier de Hodgson
- Saxicola leucurus – Tarier à queue blanche
- Saxicola stejnegeri – Tarier de Stejneger
- Saxicola torquatus – Tarier d'Afrique
- Saxicola tectes – Tarier de la Réunion
- Saxicola maurus – Tarier de Sibérie
- Saxicola rubicola – Traquet pâtre
- Saxicola dacotiae – Tarier des Canaries